# Балыктыюл
Балыктыюл (Федоровка) — река в Томской области России, левый приток Чичкаюла. Устье реки находится в 291 км от устья Чичкаюла по левому берегу. Протяжённость реки 40 км. Высота устья 125 м.

## Притоки
- 8 км: Малая Федоровка (лв)
- 22 км: Река без названия (лв)

## Данные водного реестра
По данным государственного водного реестра России относится к Верхнеобскому бассейновому округу, водохозяйственный участок реки — Чулым от водомерного поста села Зырянское до устья, речной подбассейн реки — Чулым. Речной бассейн реки — (Верхняя) Обь до впадения Иртыша.
Код водного объекта — 13010400312115200021537.